# Train direct
Un train direct est un train qui va d'un point  A à un point B sans que l'utilisateur n'ait à effectuer un changement.
Cependant le nombre d'arrêts est limité.

## France
En France, de nombreux TGV sont directs, par exemple ceux effectuant les liaisons Paris – Lyon, Paris – Lille, Paris – Avignon, Paris – Bordeaux, etc.
Les termes de « train direct » ou de « trajet direct » sont également employés par la Société nationale des chemins de fer français pour désigner un train assurant un trajet entre deux gares, avec des arrêts dans une ou plusieurs gares intermédiaires, dans lesquelles les voyageurs peuvent descendre s'ils n'effectuent pas le parcours complet du train. On utilise aussi l'expression « train sans correspondance ». En l'absence de train direct entre deux gares, il est nécessaire de changer de train dans une gare intermédiaire d'un premier train, ou à la gare terminus de celui-ci, et d'en prendre un autre (ou d'emprunter un autocar) pour se rendre dans la gare (ou la ville) de destination.

## Suisse

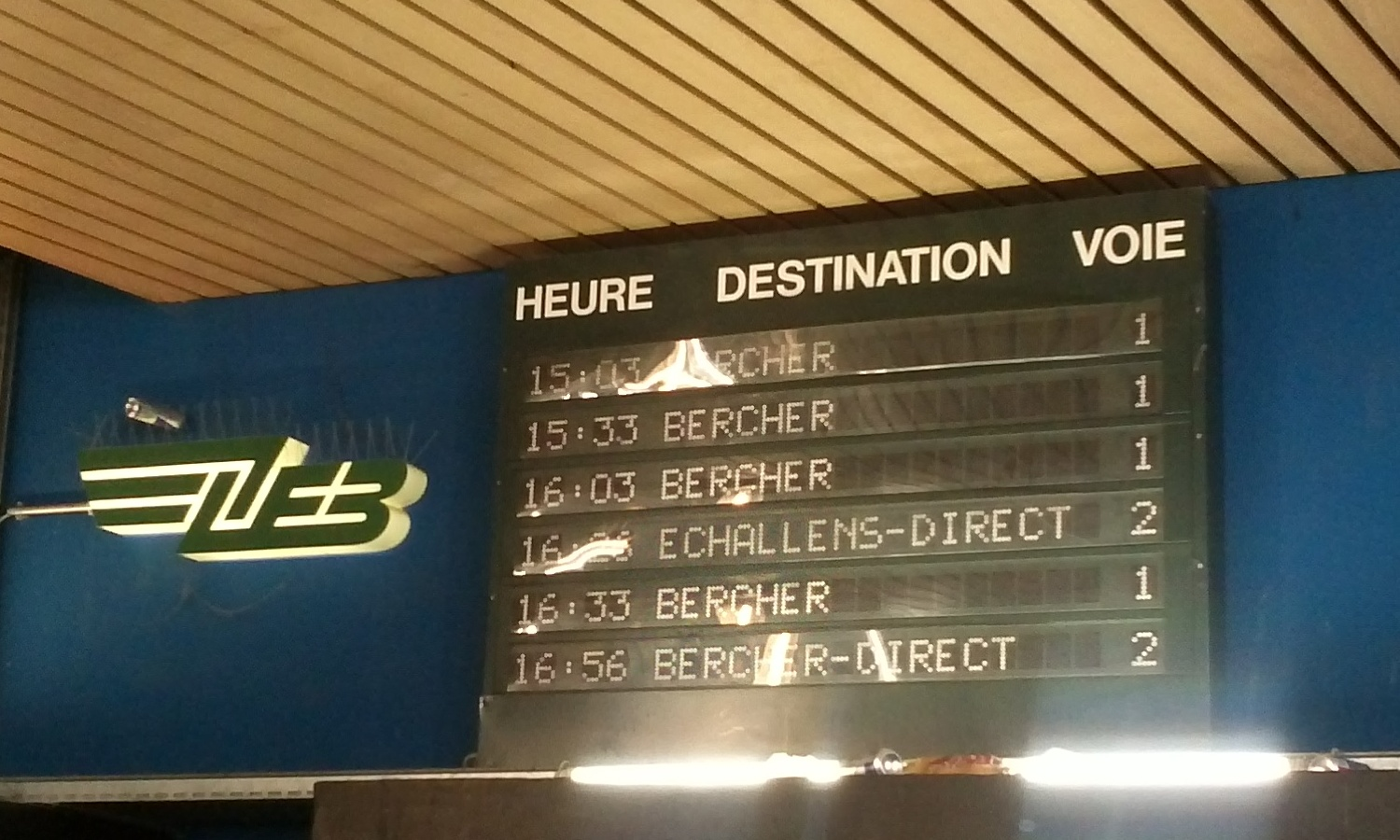
Tableau de départ des trains, à la gare de Lausanne-Flon avec l'annonce de deux trains directs.

Les CFF n'ont plus de trains directs. Par contre, certaines compagnies de chemins de fer privées continuent à nommer certains de leurs services trains directs. C'est notamment le cas de la compagnie du Chemin de fer Lausanne-Échallens-Bercher (LEB) ou du Chemin de fer Montreux Oberland bernois (MOB). Ces trains directs sont assimilables à des trains régionaux accélérés que les Chemins de fer fédéraux suisses (CFF) ou le BLS désignent RegioExpress. Ils circulent sur des lignes régionales, mais ne desservent que les stations les plus importantes. Les trains accélérés du LEB sont désignés comme trains directs dans la base de données des horaires des CFF.